# Nils Nessim
Nils Didrik Maurice Nessim, född 3 november 1916 i Lund i Malmöhus län, död 11 augusti 1974 i Lausanne i Schweiz, var en svensk företagsledare.
Nils Nessim var son till direktören och mattexperten Jean B. Nessim (1887–1946), bördig från Bulgarien, och Karin Jansson (1894–1940), halvbror till Suzanne Nessim samt genom systern Douda morbror till författaren och musikern Jacques Werup. Efter realexamen och Malmö handelsgymnasium förkovrade han sig vidare i Tyskland, England, Frankrike, Italien och på Orienten.
Han övertog firman Mattutställningen Belgiska handelskontoret i Stockholm 1941 och grundade AB Nils Nessim 1942 med filialer i Göteborg och Malmö. Han blev verkställande direktör i AB J.B. Nessim 1947 i och med att han övertog firman efter fadern. Vidare drev han företagen Nils Nessim International från 1963 och Nils Nessim Antikviteter från 1964. Han blev ledamot av Vetenskapssamhället i Uppsala (LVSU) 1958. 1970 blev han Sveriges konsul för Malta. Sina sista år tillbringade han i Lausanne i Schweiz.
Nils Nessim gifte sig 1939 med Märta Wirde (1915–2005), dotter till sjökapten John Wirde och Ellen Johansson. De fick fem barn: Maud Fenal (1940–1965), Mona Tumba (född 1941), Madeleine Jöhncke (1944–2003), Marie Bonde (född 1947) och Nils Michael Nessim (född 1951). I Jens Linds dokumentär Tumba – En släktsaga skildras förutom Sven Tumbas liv också hustruns Mona Tumbas borgerliga uppväxt i den förmögna matthandlarfamiljen Nessim med tjänstefolk och sommarviste i Saltsjöbaden.